# スドン
スドン・ノヤン（モンゴル語: Sudon noyan、生没年不詳）は、13世紀前半にモンゴル帝国に仕えたスルドス部出身の千人隊長の一人。
『元史』などの漢文史料では宿敦官人（sùdūn,「官人」はnoyanの意訳）、『集史』などのペルシア語史料ではسدون نویان(Sudūn Nūyān)と記される。

## 概要
『集史』「スルドス部族志」によるとスドンはスルドス部の出身で、「四狗」と称されたモンゴル帝国最高幹部の一人のチラウンの息子であった。チラウンとその父のソルカン・シラは幼い頃のチンギス・カンの窮地を救ったことがあり、その功績からモンゴル帝国において非常に高い地位を与えられていた。しかし、ソルカン・シラ及びチラウンはチンギス・カンの在世中に亡くなったため、両者の地位を引き継いだのがスドンであった。なお、弟のアラカンはオゴデイの息子のコデンに与えられている。『集史』「スルドス部族志」はスドンが「別格の重鎮である」ことを強調し、チンギス・カン紀の「千人隊長一覧」では右翼10番目の千人隊長として名前が挙げられる。
また、『集史』「バヤウト部族志」には「三河の源」ブルカン・カルドゥンの奥深くにスドン・ノヤンは領地を与えられたと記されている。ブルカン・カルドゥンはチンギス・カンを始め歴代モンゴル皇帝が埋葬されていることで知られており、スドン・ノヤン率いるスルドス千人隊はチンギス・カン家の祭祀に関わっていたのではないかと考えられている。また、『元史』によると第4代皇帝モンケの治世の1257年（丁巳）に真定路に投下領を与えられている。
スドン・ノヤンの事蹟についてはあまり知られておらず、東方の漢文史料にはスドンがチラウンの後継者であることも記録されていない。一方、西方で編纂された『集史』にはスドン・ノヤンの孫のジャウトゥがアリクブケ・ウルスの「筆頭御家人」であったこと、アリクブケ・ウルスには多数のスルドス出身のノヤンが仕えていたことが記されている。そのため、史料上で明言はされていないものの、帝位継承戦争やシリギの乱でクビライと敵対したアリクブケ家にスドンの一族が味方したことから、クビライ家の支配する大元ウルスでは記録が残されなかったのではないかと考えられている。また、西方のペルシア語史料にはスドン・ノヤンの子孫について豊富な記録が残されているが、これはスドンの子孫の一人のチョバンがフレグ・ウルスにおける重臣として活躍したためである。

## 子孫
スドン・ノヤンの子孫については、カジュダルらモンゴリアで先祖代々の領地を継承した者達と、スンジャクらフレグの征西に随行しイラン方面に移住した者達に2分される。

### カジュダル
スドン・ノヤンの地位とブルカン・カルドゥンの領地を継承した人物で、第5代皇帝クビライに仕えた。クビライに仕えた頃には既に100歳近い老齢であったため、晩年は耄碌して自分の妻を指して「あの女を俺にくれ」と言ったという逸話が残されている。

### サルタク・ノヤン
『五族譜』「クビライ・カアンの御家人一覧」によると、スドン・ノヤンの息子でクビライに仕えていたという。
『集史』「バアリン部族志」にはクビライからフレグの下に使者として派遣され、クビライの命によってバアリン部のバヤンをクビライの下に連れて帰った。バヤンは後に南宋遠征軍の総司令に起用され、大元ウルスの宿将として活躍するようになる。

### ブルジャ
『五族譜』「クビライ・カアンの御家人一覧」によると、スドン・ノヤンの息子でクビライに仕える万人隊長であったという。
ブルジャの具体的な事蹟については他に記録がなく、不明である。

### タマチ
『集史』「バヤウト部族志」や『オルジェイトゥ史』によると、カジュダルとともにブルカン・カルドゥンの領地に居住しており、後に大元ウルスよりフレグ・ウルスのオルジェイトゥに使者として派遣されてきたという。

### スンジャク・ノヤン
フレグの征西に随行し、フレグ・ウルスにおいてはジャライル部のイルゲイに次ぐ極位御家人であった。フレグ、アバカ、アフマドの3代に仕えて高い地位を保ったが、アルグンの即位にともなう内乱の中で失脚した。

### トダン
スンジャク・ノヤンとともにフレグの征西に随行し、アバカの即位後はルームの万人隊長に任ぜられたが、1277年にマムルーク朝のバイバルスの急襲を受けて戦死した。
トダンの息子のマリクの息子のチュバンはガザンに仕えて出世し、スンジャク失脚後のスルドス部の中では最も栄えた家系となり、その子孫はチョバン朝を興すに至った。

### テムル・ブカ
『五族譜』「フレグ・カンの御家人一覧」によると、スンジャク・ノヤンの兄弟でフレグに仕えた御家人であったという。
ブルジャの具体的な事蹟については他に記録がなく、不明である。

### ケフテイ・ノヤン
『五族譜』「フレグ・カンの御家人一覧」によると、スンジャク・ノヤンの兄弟でフレグに仕えた御家人であったという。
ブルジャの具体的な事蹟については他に記録がなく、不明である。

### ウラ・テムル
『五族譜』「フレグ・カンの御家人一覧」によると、スンジャク・ノヤンの兄弟でフレグに仕えた御家人であったという。
アルグンの時代にはホラーサーンを本拠として若い頃のガザンに仕えていた。

## スルドス部ソルカン・シラ家
- 千人隊長ソルカン・シラ（Sorqan Šira ＞鎖児罕失剌/suŏérhǎnshīlà,سورغان شيره/Sūrghān Shīra）
  - チラウン・バートル（Čila'un ba'atur ＞赤老温/chìlǎowēn,چيلاوغان بهادر/Chīlāūghān bahādur）
    - スドン・ノヤン（Sudon noyan ＞宿敦/sùdūn,سدون نویان/Sudūn Nūyān）
      - カジュダル（Qajudar ＞قاجودر/Qājūdar）
      - サルタク・ノヤン（Sartaq noyan ＞سرتاق نویان/Sartāq Nūyān）
      - 万人隊長ブルジャ（Burja ＞بورجه/Būrja）
      - 極位御家人スンジャク・ノヤン（Sunjaq noyan ＞سونجاق نویان/Sūnjāq Nūyān）
      - トダン（Tudan ＞تودان/Tūdān）
        - マリク（Malik ＞ملك）
          - 万人隊長チュバン（Čuban ＞出班/chūbān,جوبان/Jūbān）
            - アミール・ハサン（Amīr Ḥasan ＞أمير حسن）
            - テムル・タシュ（Temür taš ＞أمير تیمور تاش/Amīr tīmūr Tāsh）
              - シャイフ・ハサン（Shaykh ḥasan ＞شیخ حسن）
              - マリク・アシュラフ（Malek Ashraf ＞ملک اشرف）

            - ダムシャク・ホージャ（Damshaq noyan ＞خواجه نویان）
            - シャイフ・マフムード（Shaikh Maḥmūd ＞شيخ محمود）

    - アラカン（Alaqan ＞阿剌罕/ālàhǎn）
      - ソグドゥ（Soγudu ＞鎖兀都/suŏwùdōu）
        - タングタイ（Tangγutai ＞唐古䚟/tánggŭdǎi）
          - ガインドゥバル（Gaindu-dpal ＞健都班/jiàndōubān）

    - ナドル・ビチクチ（Nadr ＞納図児/nàtúér）
      - チャラン（Čalan ＞察剌/chálà）
        - ウクナ（Uquna ＞忽訥/hūnè）
          - トク・テムル（Toq temür ＞脱帖穆耳/tuōtièmùěr）
            - オルク・ブカ（Örüg buqa ＞月魯不花/yuèlǔbùhuā）

  - チンバイ（Čimbai ＞沈伯/shĕnbǎi）